# Wade Barnes
Wade Edward Barnes (Brooklyn (New York), 15 augustus 1954 – New York, 3 maart 2012) was een Amerikaanse jazzdrummer, -componist, -arrangeur, -producent en muziekpedagoog, die bekend werd als de leider van het 17-koppige Brooklyn Repertory Ensemble.

## Biografie
Barnes leerde eerst informeel drummen. Zijn mentor was Beaver Harris, die hem op 14-jarige leeftijd liet spelen in de Village Vanguard. Hij behaalde bachelors aan het Empire State College en het Queens College en een masterdiploma in muziek aan het Vermont College van de Norwich University. Aan het begin van zijn carrière gaf hij muziekles aan het Brooklyn Conservatory sinds 1982, waar hij het jazzprogramma ontwikkelde, en op andere scholen. Pas in 1996 werd hij professioneel muzikant en werkte hij samen met Doc Cheatham, Candido, Earle Warren, Dicky Wells, Howard McGhee, Jimmy Garrison, Bob Cranshaw, Archie Shepp, George Coleman, Sonny Fortune en Jon Faddis. In 1997 gaf Meet the Composer hem de opdracht gaf om het werk From Slavery to Freedom te componeren, een suite gewijd aan de historicus John Hope Franklin.
Na het optreden op scholen als Brooklyn Four met Cecil Payne, Leonard Gaskin en Joe Knight, richtte Barnes eind jaren 1990 de non-profit Brooklyn Four Plus One, Inc. op, dat later het Brooklyn Repertory Ensemble werd. Met dit orkest nam hij de albums Passport to Brooklyn (2002) en Pragmatic Optimism (2007) op. Hij leidde ook de formaties Bottom Line (die in 2011 verscheen met Bertha Hope), Unit Structures en Word on the Street. Tussen 1975 en 2006 was hij betrokken bij tien opnamesessies, o.a. met Cecil Payne en met Pucci Amanda Jhones/Hilliard Greene. Barnes was ook voorzitter van de Andy Kirk Research Foundation.

## Overlijden
Wade Barnes overleed in maart 2012 op 57-jarige leeftijd aan een langdurige ziekte.